# Curium
Curium er et grundstof med symbolet Cm og atomnummer 96 i det periodiske system. Det er et radioaktivt grundstof som hører til actiniderne. Det er opkaldt efter Marie og Pierre Curie.

## Karakteristika
Isotopen curium-248 er kun blevet fremstillet i små mængder (milligram), mens curium-242 er fremstillet i noget større mængder (gram), og det har været muligt at bestemme nogle af stoffets egenskaber. Curium-244 kan laves i små mængder ved at bombardere plutonium med neutroner. Curium findes ikke i naturen. Der er kun få kommercielle anvendelser af curium.
Curium akkumuleres i knoglevæv hvor dets stråling ødelægger benmarv, og derved forhindrer dannelsen af røde blodlegemer.
Kemisk set ligner curium gadolinium, men har en mere kompleks krystalstruktur. Det er sølvfarvet og mere elektropositivt end aluminium. De fleste trivalente curiumforbindelser er gullige.
Nogle curiumforbindelser:
- curiumdioxid (CmO2)
- curiumtrioxid (Cm2O3)
- curiumbromid (CmBr3)
- curiumklorid (CmCl3)
- curiumtetrafluorid (CmF4)
- curiumiodid (CmI3)

## Historie
Curium blev opdaget på Berkeley i 1944 af Glenn T. Seaborg, Ralph A. James, and Albert Ghiorso. De opkaldte det nye grundstof efter Marie og Pierre Curie som er berømte for opdagelsen af radium og for deres arbejde med radioaktivitet. Curium-242 (halveringstid 163 dage) og en fri neutron blev lavet ved at bombardere plutonium-239 med alfapartikler. Louis Werner og Isadore Perlman skabte en synlig prøve af curium-242 i 1947 ved at bombardere americium med neutroner. Første gang elementært curium blev fremstillet var i 1951.

## Isotoper
20 curiumisotoper er blevet karakteriseret, hvoraf de mest stabile er Cm-247 med en halveringstid på 1,56 × 107 år, Cm-248 med en halveringstid på 3,40 × 105 år, Cm-250 med en halveringstid på 9000 år og Cm-245 med en halveringstid på 8500 år. Alle de resterende radioaktive har halveringstider som er under 30 år, og for de fleste af dem er halveringstiden mindre end 33 dage. Curiums isotoper har atommasser mellem 233,051 u (Cm-233) og 252,085 u (Cm-252).